# Axé Brasil
O Axé Brasil foi o maior festival musical de axé fechado do Brasil. Era realizado na cidade de Belo Horizonte, Minas Gerais.
Todos os grandes nomes da música baiana já passaram pelo evento, entre eles Banda Eva, Chiclete com Banana, Claudia Leitte, Ivete Sangalo, Alinne Rosa, Asa de Águia, Tomate, Saulo Fernandes entre outros.

## História
O primeiro Axé Brasil aconteceu no ano de 1999, realizado no Estádio Independência, na cidade de Belo Horizonte.
A edição do evento realizada nos dias 9 de abril e 10 de abril de 2010, no estádio do Mineirão, teve as seguintes atrações: no dia 9 de abril A Zorra, Banda Eva, Chiclete com Banana, Ivete Sangalo e Parangolé, no dia 10 de abril, Alexandre Peixe, Asa de Águia, Cláudia Leitte, Jammil e Uma Noites, Psirico e Tomate, levando um público de mais de 60 mil pessoas registradas por dia.
A edição de 2011 foi anunciada para os dias 15 e 16 de abril na Cidade da Folia, no Mega Space!.
A última edição do evento foi realizada nos dias 15 e 16 de agosto de 2014, pela primeira vez em agosto, mês fora do que acontecia há mais de 10 anos, e de volta à Arena Independência onde foi realizado pela primeira vez em 1999, teve como atrações essa edição.